# San Isidro, Bohol
San Isidro là đô thị hạng 5 ở tỉnh Bohol, Philippines. Theo điều tra dân số năm 2007, đô thị này có dân số 9.176 người.

## Các đơn vị hành chính
San Isidro về mặt hành chính được chia thành 12 khu phố (barangay).
- Abehilan
- Baunos
- Cabanugan
- Caimbang
- Cambansag
- Candungao
- Cansague Norte
- Cansague Sur
- Causwagan Sur
- Masonoy
- Poblacion
- Baryong Daan